# Касл-Рок (тауншип, Миннесота)
Касл-Рок (англ. Castle Rock) — тауншип в округе Дакота, Миннесота, США. На 2000 год его население составило 1495 человек.

## География
По данным Бюро переписи населения США площадь тауншипа составляет 92,6 км², из которых 92,6 км² занимает суша, водоёмов нет.

## Демография
По данным переписи населения 2000 года здесь находились 1495 человек, 514 домохозяйств и 415 семей. Плотность населения — 16,1 чел./км².  На территории тауншипа расположено 518 построек со средней плотностью 5,6 построек на один квадратный километр. Расовый состав населения: 98,19 % белых, 0,20 % афроамериканцев, 0,27 % азиатов, 0,40 % — других рас США и 0,94 % приходится на две или более других рас. Испанцы или латиноамериканцы любой расы составляли 0,54 % от популяции тауншипа.
Из 514 домохозяйств в 40,7 % воспитывались дети до 18 лет, в 72,0 % проживали супружеские пары, в 5,6 % проживали незамужние женщины и в 19,1 % домохозяйств проживали несемейные люди. 14,2 % домохозяйств состояли из одного человека, при том 4,7 % из — одиноких пожилых людей старше 65 лет. Средний размер домохозяйства — 2,90, а семьи — 3,22 человека.
27,4 % населения — младше 18 лет, 8,0 % — в возрасте от 18 до 24 лет, 28,3 % — от 25 до 44, 28,4 % — от 45 до 64, и 8,0 % — старше 65 лет. Средний возраст — 38 лет. На каждые 100 женщин приходилось 108,5 мужчин. На каждые 100 женщин старше 18 приходилось 103,8 мужчин.
Средний годовой доход домохозяйства составлял 59 479 долларов, а средний годовой доход семьи —  64 000 долларов. Средний доход мужчин —  42 500 долларов, в то время как у женщин — 28 000. Доход на душу населения составил 23 334 доллара. За чертой бедности находились 4,5 % семей и 5,3 % всего населения тауншипа, из которых 6,6 % младше 18 и 5,8 % старше 65 лет.